# Ершова, Маргарита Ильинична
Маргарита Ильинична Ершова (родилась 6 сентября 2005 года в Волгограде) — российская пловчиха. Победитель кубка России по плаванию. Мастер спорта России.
Маргарита Ершова проживает в Волгограде. Начала тренироваться в СК «Волга». В настоящее время тренеруется в СШОРК ЦСКА. Тренер — Прохоренко Максим Викторович (сын заслуженного тренера России Прохоренко Виктора Валерьевича).
Член юношеской сборной Волгоградской области по плаванию (с 2019 по н.в.).

## Первые старты
26 ноября 2016 года на первенстве ГАУВО «ЦСП ПО ПЛАВАНИЮ» «ДЕНЬ СПИНИСТА» участвовала в двух заплывах:
- 200 м на спине, 02:42.91 - 3 место[6];
- 8x25 на спине - эстафета - 1 место[6].

В июле 2017 года участвовала на всероссийских соревнованиях по плаванию на призы трехкратного Олимпийского чемпиона Евгения Садового и призера Олимпийских игр Василия Иванова (г. Волгоград), но осталась без медалей.

## 2019
В марте 2019 года взяла два золота на юношеской спартакиаде.
В мае 2019 года завоевала две бронзовые медали на первенстве России по плаванию среди девушек 13-14 лет (400 м комплекс и 1500 м вольным стилем).
29 мая 2019 года присвоено звание мастер спорта России.
Летом 2019 года взяла две медали на Кубке России по плаванию (г. Обнинск):
- 3 место на дистанции 400 м комплекс[2];
- 1 место на дистанции 1500 м вольным стилем[2][13].

На первенстве южного федерального округа в октябре 2019 года завоевала 3 золотые и одну бронзовую медали:
- Первое место среди юниорок на дистанции 1500m Вольный стиль 17:08.81[14];
- Первое место на дистанции 200m Комплекс Девушки 2:24.54 13[14];
- Первое место на дистанции 400m Комплекс 5:00.34[14];
- Третье место среди женщин на дистанции 1500m Вольный стиль 17:08.81[14].

На дистанциях 200м комплекс и 400м комплекс установила личный рекорд.
В ноябре 2019 на Всероссийских соревнованиях по плаванию «РЕЗЕРВ РОССИИ» (25 м)
завоевала две золотые медали (800 м вольным стилем с результатом 8:45.90 и 1500 м вольным стилем с результатом 16:37.17)

## 2020
В феврале 2020 года на первенстве южного федерального взяла две медали:
- 2 место на дистанции 800 м вольным стилем (результат 9:07.45)[18];
- 1 место на дистанции 1500 м вольным стилем (результат 17:02.73), опередив вторую участницу на 16 секунд[18].

В декабре 2020 года стала победительницей Первенства России по плаванию среди юниоров (г. Саранск) на дистанциях 800м и 1500м вольным стилем. На дистанции 1500м Маргарита показала результат 17.02,72 и опередила ближайшего конкурента почти на 12 секунд. На обеих дистанциях обновила личный рекорд.

## 2021
Участница первенства Южного федерального округа по плаванию (февраль 2021 года, Волгоград):
- 5е место на дистанции 400 м вольным стилем (4:31.31)[27].
- 2е место на дистанции 800 м вольным стилем (9:02.29)[28].
- 2е место на дистанции 1500 м вольным стилем (17:21.50)[29].

Во всех трех дисциплинах победила Яна Курцева.
Участница Чемпионата России по плаванию 2021 г. в г.Казани.
- 50 м на спине[33]. Результат: 33.40[34] (личный рекорд).
- 400 м вольным стилем[35]. Предварительный заплыв: 4:28,55[36]; финальный заплыв: 4:24.40[37] (личный рекорд).
- 800 м вольным стилем[38]. Предварительный заплыв: 9:04.29[39]; финальный заплыв: 8:56.76[40].
- 1500 м вольным стилем[41]. Предварительный заплыв: 17:16.39[42]; финальный заплыв: 17:05.34[43].

В июле 2021 года победила на V летней спартакиаде молодежи:
- 1500 м вольным стилем. Результат 17:04.45. 1 место[44].
- 800 м вольным стилем. Результат 8:59.76. 2 место[45].
- 400 м вольным стилем. Результат 4:28.17. 8 место[46].

В сентябре 2021 года приняла участие в Чемпионате России по плаванию на открытой воде среди юниоров. Заняла 3 место с результатом 1:39:50.5.
В ноябре 2021 года приняла участие во всероссийских соревнованиях по плаванию «Резерв России», где обновила юношеский рекорд России на дистанции 1500 м вольным стилем в коротком бассейне.
- 1500 м вольным стилем. Результат 16:10.89 (рекорд России). 1 место[51].
- 800 м вольным стилем. Результат 8:37.00 (личный рекорд). 1 место[51].
- 400 м вольным стилем. Результат 4:10.97 (личный рекорд). 1 место[51].

## Личные рекорды
| Вид заплыва        | Вид бассейна | Время    | Дата       | Город                 |
| 50 Вольный стиль   | 50 м         | 36.82    | 13.07.2015 | Волгоград (RUS)       |
| 100 Вольный стиль  | 50 м         | 1:03.36  | 01.12.2020 | Саранск (RUS)         |
| 100 Вольный стиль  | 25 м         | 1:09.20  | 22.02.2017 | Волгоград (RUS)       |
| 200 Вольный стиль  | 25 м         | 2:35.03  | 16.03.2016 | Волгоград (RUS)       |
| 200 Вольный стиль  | 50 м         | 2:36.39  | 03.07.2016 | Саранск (RUS)         |
| 400 Вольный стиль  | 25 м         | 4:10.97  | 26.11.2021 | Саранск (RUS)         |
| 400 Вольный стиль  | 50 м         | 4:24.40  | 04.04.2021 | Казань (RUS)          |
| 800 Вольный стиль  | 25 м         | 8:37.00  | 26.11.2021 | Саранск (RUS)         |
| 800 Вольный стиль  | 50 м         | 8:38.01  | 22.08.2022 | Санкт-Петербург (RUS) |
| 1500 Вольный стиль | 25 м         | 16:10.89 | 26.11.2021 | Саранск (RUS)         |
| 1500 Вольный стиль | 50 м         | 16:34.67 | 25.08.2022 | Санкт-Петербург (RUS) |
| 50 На спине        | 25 м         | 34.43    | 19.12.2017 | Астрахань (RUS)       |
| 100 На спине       | 50 м         | 1:12.99  | 26.02.2019 | Волгоград (RUS)       |
| 100 На спине       | 25 м         | 1:16.71  | 22.02.2017 | Волгоград (RUS)       |
| 200 На спине       | 25 м         | 2:21.15  | 26.11.2019 | Саранск (RUS)         |
| 200 На спине       | 50 м         | 2:27.64  | 27.06.2019 | Обнинск (RUS)         |
| 200 Брасс          | 25 м         | 2:42.29  | 29.11.2018 | Саранск (RUS)         |
| 200 Брасс          | 50 м         | 2:46.46  | 01.02.2019 | Волгоград (RUS)       |
| 50 Баттерфляй      | 50 м         | 43.66    | 13.07.2015 | Волгоград (RUS)       |
| 100 Баттерфляй     | 25 м         | 1:24.81  | 26.02.2016 | Волгоград (RUS)       |
| 100 Баттерфляй     | 50 м         | 1:25.07  | 13.07.2016 | Волгоград (RUS)       |
| 100 Комплекс       | 50 м         | 1:33.97  | 14.07.2015 | Волгоград (RUS)       |
| 200 Комплекс       | 25 м         | 2:24.54  | 11.10.2019 | Астрахань (RUS)       |
| 200 Комплекс       | 50 м         | 2:28.44  | 29.06.2019 | Обнинск (RUS)         |
| 400 Комплекс       | 25 м         | 5:00.34  | 09.10.2019 | Астрахань (RUS)       |
| 400 Комплекс       | 50 м         | 5:01.43  | 08.05.2019 | Волгоград (RUS)       |